# یواس‌اس هامان (دی‌یی-۱۳۱)
یواس‌اس هامان (دی‌یی-۱۳۱) (به انگلیسی: USS Hammann (DE-131)) یک کشتی بود که طول آن ۳۰۶ فوت (۹۳ متر) بود. این کشتی در سال ۱۹۴۲ ساخته شد.